# Kanepi
Kanepi (em estoniano:  Kanepi vald) é um município rural estoniano localizado na região de Põlvamaa.